# حارة الدوح (البريقة)
حارة الدوح هي إحدى حارات حي الشهداء الواقع بمديرية البريقة التابعة لمحافظة عدن، بلغ تعداد سكانها 1696 نسمة حسب تعداد اليمن لعام 2004.